# 2017年印度特里普拉邦地震
2017年印度特里普拉邦地震，是在2017年1月3日下午3時29分於印度特里普拉邦達來縣的行政中心安巴萨發生的5.7級地震，震源深度为32.0公里。由於地震導致達來縣地區發生的山體滑坡，造成一人死亡及五人受伤。此外，地震也造成至少50座房屋因此而而损坏，地區内的道路也因树木倒塌而被阻断。特里普拉邦灾害管理局报告称，至少有6,727座建筑物在达莱和乌纳科蒂地区受损。地震的震感波及印度东北部的许多地区，甚至远至加尔各答。邻国孟加拉国也感受到了震动，造成两人死亡，三人受伤。地震还在特里普拉邦的马努河岸和孟加拉国的达莱河岸引发了液化现象，特别是在卡马尔甘杰地区。